# Алаколь (озеро, Первомайский сельский округ)
Алаколь (каз. Алакөл) — пресное озеро в Мендыкаринском районе Костанайской области Казахстана. Расположено на территории Первомайского сельского округа неподалёку от сёл Долбушка, Первомайское и Боровской.
Площадь поверхности озера составляет 12 км². Наибольшая длина озера — 4,5 км, наибольшая ширина — 3,6 км. Длина береговой линии составляет 12 км. Озеро расположено на высоте 165 м над уровнем моря.